# Bajonet M9
De M9 Bajonet is een bajonet voor het geweer 5,56 mm M16 en karabijn 5,56 mm M4. De officiële Engelse naam is M-9 Multipurpose Bayonet System Het is de officiële bajonet van het Amerikaanse leger.
De M9 is 308 mm (12 inch) lang en heeft een kling van 180 mm (7 inch) lang. De kling is 3,56 cm breed en 0,6 cm dik. De massa inclusief het foedraal bedraagt 800 g.
De draadknipperfunctie van de M9 en de getande rug van de kling (zaag) zijn gekopieerd van de AK-47 bajonet M1959. De eerste M9’s hadden geen oppervlaktecoating, vanaf 1995 werden de bajonetten zwart geleverd.

## Geschiedenis
De M9 bajonet is ontworpen en ontwikkeld door Charles A. Finn en zijn R&D-bedrijf Qual-A-Tec en eerst geproduceerd (1986-1990) door Buck Knives. Vanaf 1992 maakte het bedrijf Lan Cay de bajonet.

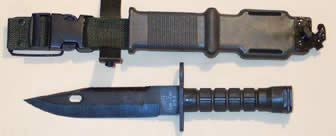
M9 Bajonet met M10 foedraal (US Army)

## Fabrikanten
Er zijn vijf hoofdmerken van M9's: Phrobis, Buck Knives, LanCay, Ontario Knife Company en Tri-Technologies. Van 1987 tot en met 1989 besteedde Phrobis de productie uit aan Buck. Vanaf die tijd tot 1997 verkocht Buck de M9 ook aan particulieren.
LanCay kreeg zijn eerste contract in maart 1992 (overname van productie van Buck) voor 30.000 (later 50.000) messen (met General Cutlery als onderaannemer); in 1994 werd er nog een contract uitgegeven voor ongeveer 100.000 verbeterde M9-modellen. In 1999 werd een contract voor 25.000 messen verdeeld tussen LanCay en Ontario Knife Company (elk 12.500).
De wapens van Ontario Knife Company (OKC) kunnen worden herkend aan het opschrift "M-9/ONTARIO/KNIFE CO/USA" en hebben een plastic heft en zijn olijfgroen gecoat.
In 2012 kreeg Tri-Technologies een contract voor 40.000 M9's. Deze zijn voorzien van het opschrift "M9/06MA8/USA".

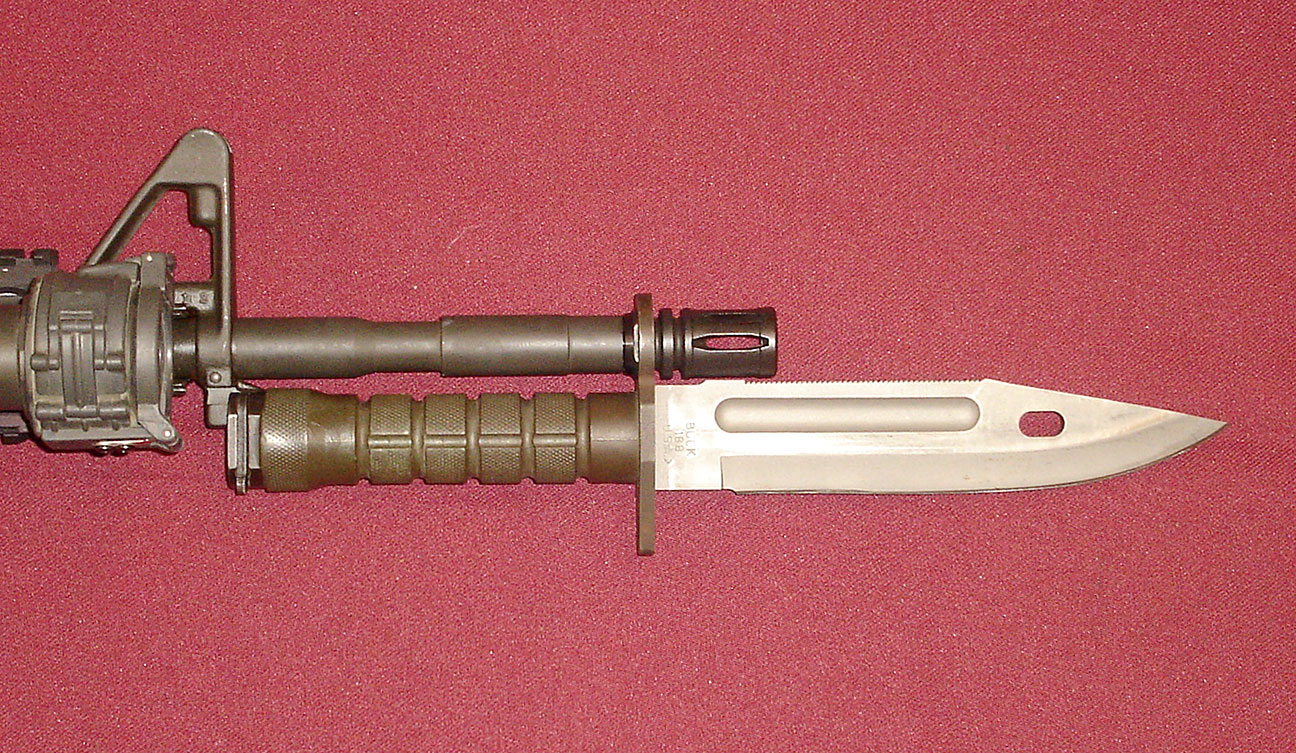
Geplaatste M-9

## Techniek

### Kling

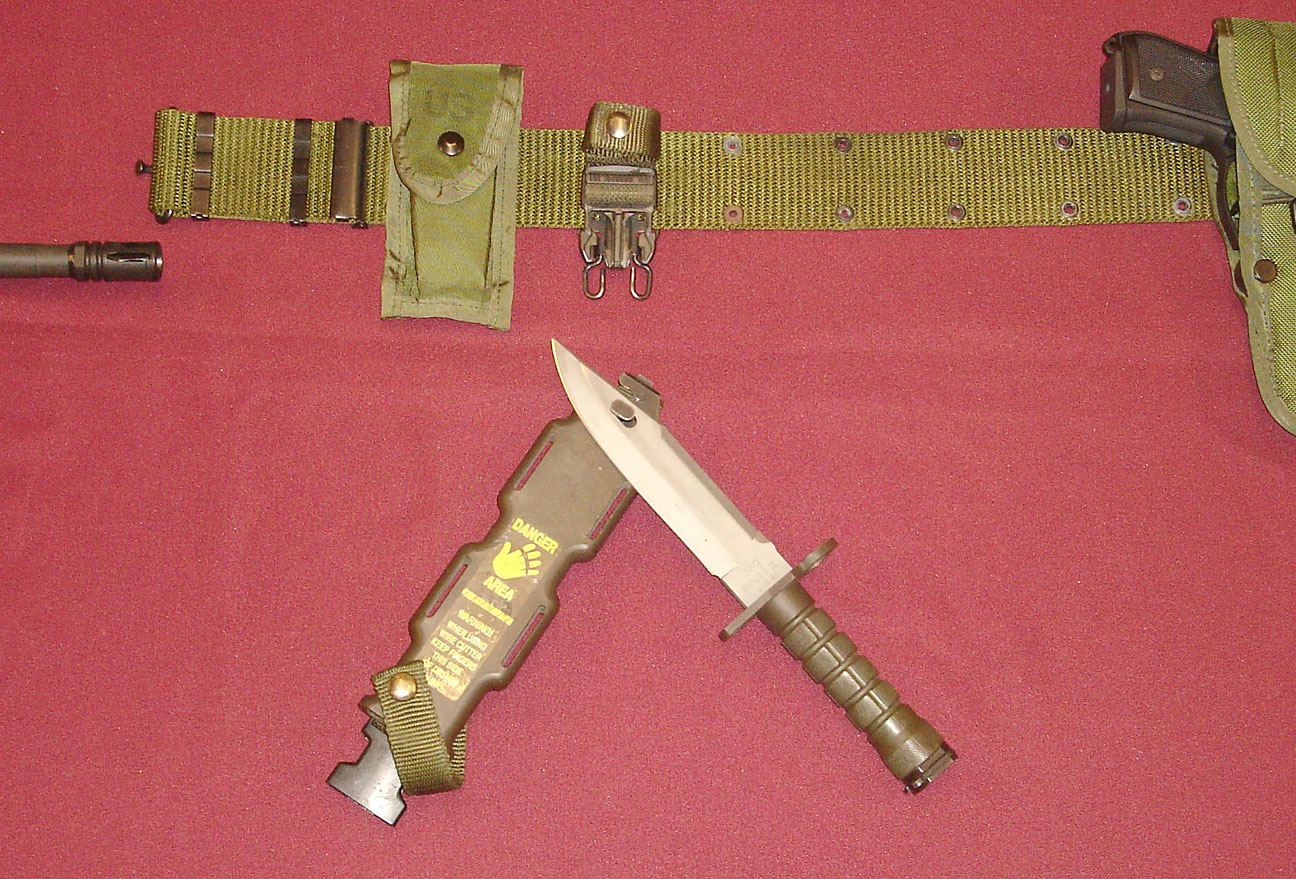
Draadknipper

De kling is van het “clip point”-type en heeft een zeer korte angel.
Het rechte deel van de rug is gekarteld en te gebruiken als zaag. Er zit een opening in de kling die op een nok op de schede past, zodat bajonet en schede samen een draadknipper vormen. Het voorste deel van de rug is geslepen en wordt gebruikt voor de draadknipper.
De rechterkant van de kling is voorzien van een geul

### Heft
De kling heeft een zeer korte angel die door de stootplaat gaat. Het einde van de angel is voorzien van schroefdraad. Achter in het heft gaat een metalen staaf die op de angel wordt geschroefd. Een inbusbout op de staaf klemt het heft en de pommel vast.
De stootplaat heeft een ronde opening voor bevestiging aan de vlamdemper van het geweer.
Boven in de pommel is een bajonetfitting aangebracht, met een pal om de bajonet op de bajonetfitting van het geweer te vergrendelen (bij de meeste geweren bevindt de bajonetfitting zich aan de onderzijde van de loop).

### Foedraal
Het foedraal bestaat uit een schede, een koppelbevestigingsstuk en een tasje.
De schede is evenals het heft gemaakt van plastic en heeft een metalen veerklem aan de binnenkant om de bajonet in de schede vast te zetten.
Aan het uiteinde van de schede zit een metalen plaatje, dat te gebruiken is als schroevendraaier en waarop een nok zit waar de opening in de kling precies omheen past zodat bajonet en schede samen een draadknipper vormen.
Aan de achterzijde van de schede is een diamant slijpsteen aangebracht.
Aan schede en zitten verschillende bevestigingsmiddelen en een riempje met drukknoop voor om het heft.
De M9 kan op verschillende manieren worden gedragen, ook ondersteboven en aan uitrusting worden bevestigd.

## Nederland
In de jaren '90 vervingen de Nederlandse strijdkrachten hun FN FAL geweren voor de Canadese Diemaco C7 en C8. In het contract met Diemaco was ook de levering van bajonetten opgenomen. Omdat Diemaco zelf geen bajonet maakte, werden de bajonetten gekocht bij Buck Knives in de Verenigde Staten.
Deze Nederlandse M9 bajonetten zijn herkenbaar aan het zogenaamde "KL" nummer op de basis van de kling Dat serienummer begint met KL een nummer met vijf cijfers, beginnend met een nul. Aan de andere kant van de klingbasis staat “Buck 188 USA \” (waarbij de ‘\’ duidt op het productiejaar 1994).
De Nederlandse strijdkrachten noemden het wapen geen bajonet maar "Multifunctioneel Gevechtsmes M9, Buck 188".

### Problemen
Tijdens het gebruik brak de bajonet regelmatig in twee stukken, doordat de schroefdraad tussen stang en angel brak.
Een ander probleem was het 'zachte' staal van de kling. Als de bajonet en schede als draadknipper werden gebruikt, deukte de punt van het mes. Ook brak het metalen draadknip-deel aan het einde van de schede vaak af bij het doorknippen van prikkeldraad.

### Vervanging
Vanaf 2005 verving de Eickhorn B2000 bajonet in Nederland de Buck M9 bajonet.

## Gebruikers
- Abu Dhabi
- Australië
- Hongkong
- Nederland
- Nieuw-Zeeland
- Polen
- Singapore
- Thailand
- Verenigde Staten